# TLC: Tables, Ladders & Chairs 2020
TLC: Tables, Ladders & Chairs (2020) was een professioneel worstel-pay-per-view (PPV) en WWE Network evenement dat georganiseerd werd door WWE voor hun Raw en SmackDown brands. Het was de 12e editie van TLC: Tables, Ladders & Chairs en vond plaats op 20 december 2020 in het Tropicana Field (ThunderDome met virtueel publiek) in Saint Petersburg, Florida. Dit was de eerste PPV-evenement dat plaats vond in het Tropicana Field. Hiervoor hebben andere evenementen (met tv-programma's Raw en SmackDown) plaatst gevonden in het Amway Center in Orlando, Florida voor 4 maanden lang, ook met het ontwerp van de ThunderDome.

## Matches
| Nr. | Match                                                                                         | Winnaar(s)                             | Opmerkingen                                                   | Bron  |
| --- | --------------------------------------------------------------------------------------------- | -------------------------------------- | ------------------------------------------------------------- | ----- |
| 1p  | Big E, Daniel Bryan, Otis & Chad Gable vs. Sami Zayn, King Corbin, Cesaro & Shinsuke Nakamura | Big E, Daniel Bryan, Otis & Chad Gable | 8-Man Tag Team match.                                         | [ 2 ] |
| 2   | Drew McIntyre (c) vs. AJ Styles                                                               | Drew McIntyre                          | TLC match voor het WWE Championship.                          | [ 3 ] |
| 3   | Sasha Banks (c) vs. Carmella                                                                  | Sasha Banks                            | Eén-op-één match voor het WWE SmackDown Women's Championship. | [ 3 ] |
| 4   | The New Day (c) vs. The Hurt Business (Shelton Benjamin & Cedric Alexander)                   | The Hurt Business (nc)                 | Tag Team match voor het WWE Raw Tag Team Championship.        | [ 3 ] |
| 5   | Nia Jax & Shayna Baszler (c) vs. Asuka & Charlotte Flair                                      | Asuka & Charlotte Flair (nc)           | Tag Team match voor het WWE Women's Tag Team Championship.    | [ 3 ] |
| 6   | Roman Reigns (c) vs. Kevin Owens                                                              | Roman Reigns                           | TLC match voor het WWE Universal Championship.                | [ 3 ] |
| 7   | "The Fiend" Bray Wyatt vs. Randy Orton                                                        | Randy Orton                            | Firefly Inferno match.                                        | [ 3 ] |